# Ailton Krenak
Ailton Alves Krenak Lacerda (Itabirinha de Mantena, Minas Gerais, 29 de septiembre de 1953), conocido también como Krenak, es un líder y filósofo indígena brasileño, ecologista y escritor.

## Biografía
Nació el 29 de septiembre de 1953 en la comunidad de en el estado de Minas Gerais, en las márgenes del río Doce. A los diecisiete años se trasladó con su familia al estado de Paraná, donde se convirtió en escritor y periodista gráfico. En la década de 1980, se dedicó exclusivamente al movimiento indígena. En 1985, fundó la organización no gubernamental Centro para la cultura india, cuyo objetivo es promover la cultura india. Elegido para el Congreso Nacional de Brasil en 1986, Ailton participó en la Asamblea Nacional Constituyente que redactó la Constitución brasileña de 1988. En 1988, participó en la fundación de la Unión de los Pueblos Indígenas, una organización con el objetivo de representar los intereses indígenas dentro de la escena nacional. 
En 1989, asistió a la Alianza de Pueblos del Bosque, un movimiento que buscaba el establecimiento de reservas naturales de la Amazonía donde era posible el sustento económico mediante la extracción de látex de los árboles de caucho y la recolección de otros productos forestales. Desde 1998, la organización lleva a cabo en la región de Serra do Cipo, Minas Gerais, un festival diseñado por Ailton: Festival de Danza y Cultura India, que tiene como objetivo promover la integración entre los diferentes grupos indígenas brasileños. En la actualidad es consejero especial del Gobierno de Minas Gerais con las cuestiones indígenas.

## Obra
- Ideas para postergar el fin del mundo (Companhia das Letras, 2019).
- La vida no es útil (Eterna cadencia, 2023). ISBN 9788412664713.
- "Futuro ancestral" (Taurus, 2025). ISBN 9788430627325.

## Reconocimientos
- 2008ː Ordem do Mérito Cultural (Ministério da Cultura)[3]
- 2024ː Premio Konex Mercosur.[4]